# Tartu universitets huvudbyggnad

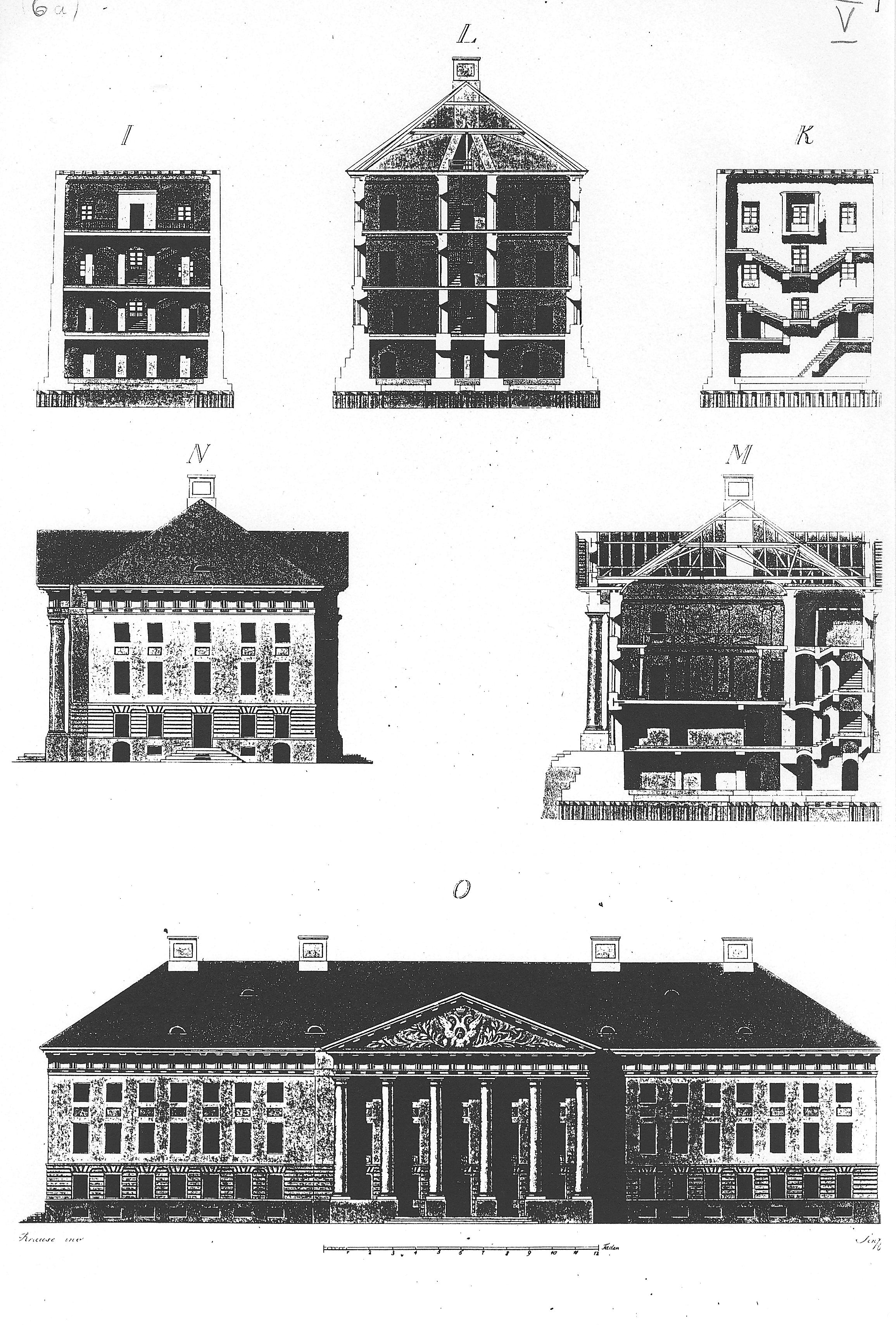
Ritningar över Dorpats universitet

Tartu universitets huvudbyggnad ritades av Johann Wilhelm von Krause som var professor i agronomi, teknik och arkitektur vid det 1802 öppnade Dorpats kejserliga universitet.
Huvudbyggnaden, som är i klassisk stil, uppfördes 1804–09. Den har tre våningar ovan jord och mitt på fasaden sex kraftiga pelare. På baksidan byggdes 1856–1858 två flyglar i två våningar, ritade av K. Rahthaus. Mellan flyglarna finns en fristående tvåvåningsbyggnad, som tidigare var universitetskyrka och nu är bibliotek. I sydvästra flygeln ligger numera Tartu universitets konstmuseum.
Det har funnits två statyer av Gustav II Adolf vid universitet, en Gustav II Adolfs staty utanför universitetshustet av Otto Strandman, rest 1928, borttagen efter andra världskriget och Gustav II Adolfs staty rest 1992, vilken ersatt den tidigare statyn av Otto Strandman.
I december 1965 utbröt en brand i huvudbyggnaden.
År 1997 blev universitetets huvudbyggnad ett byggnadsminne.

## Bildgalleri

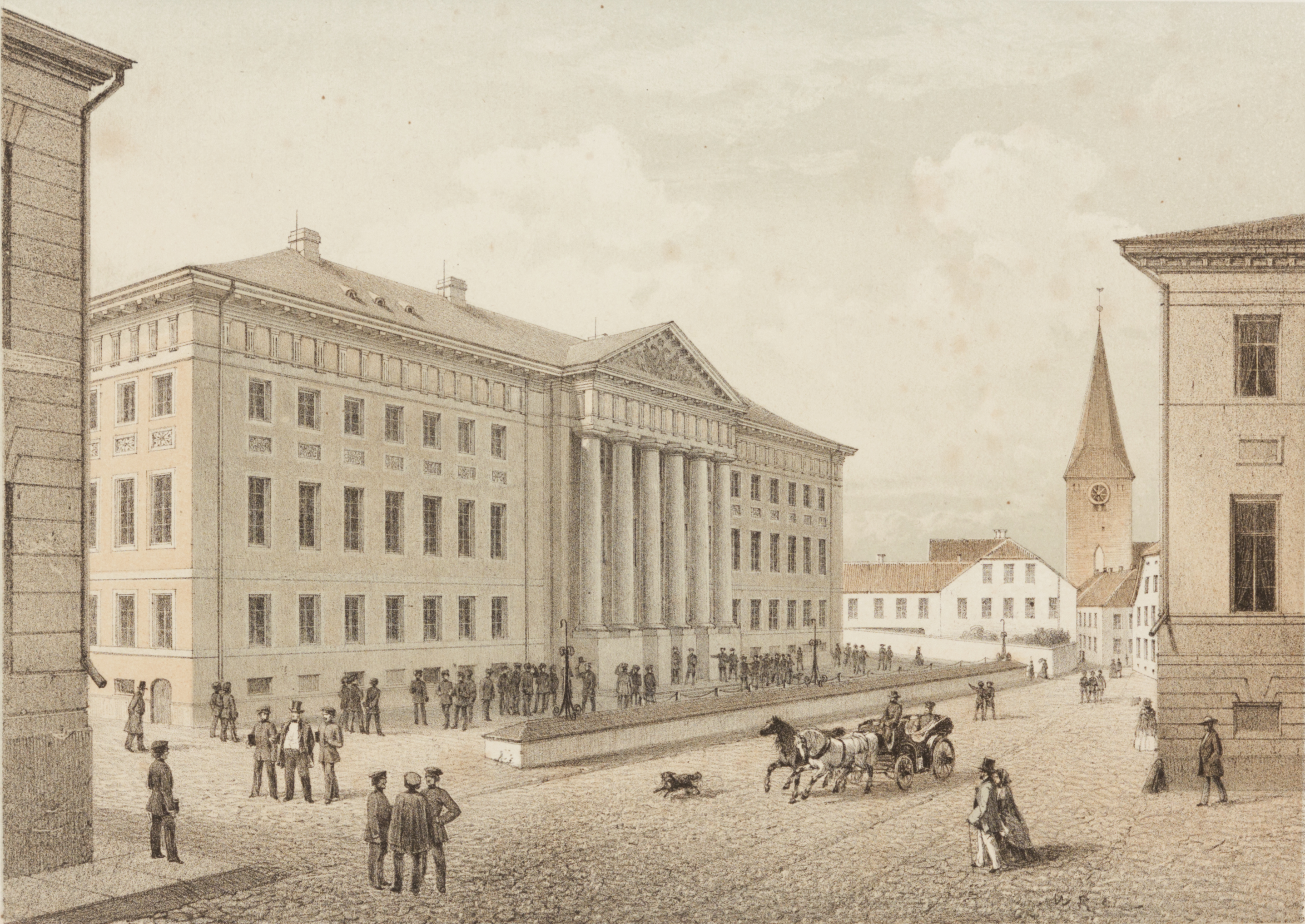
Litografi av Louis Höflinger från 1860
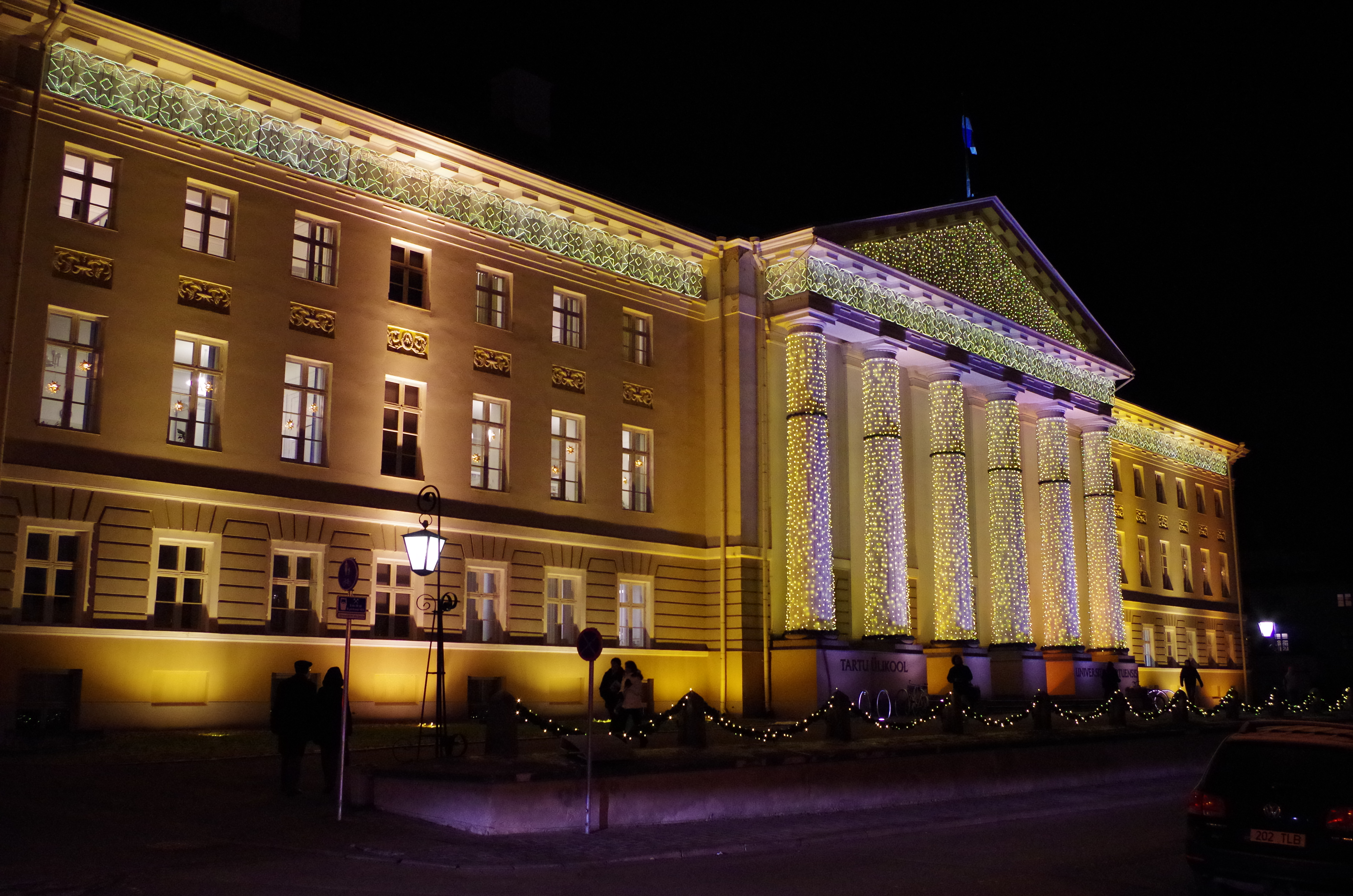
Illumination av huvudbyggnaden.
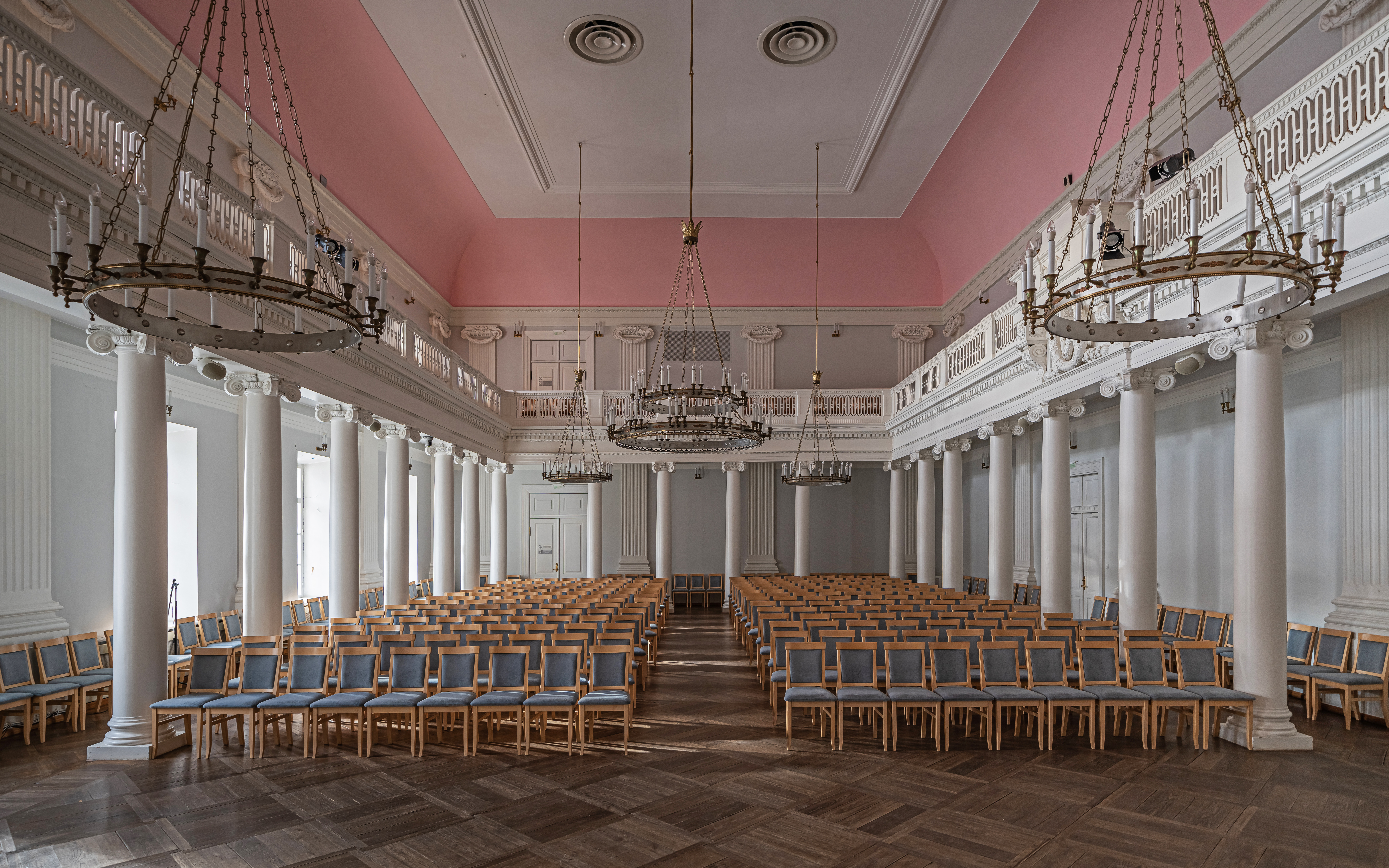
Universitetets aula.
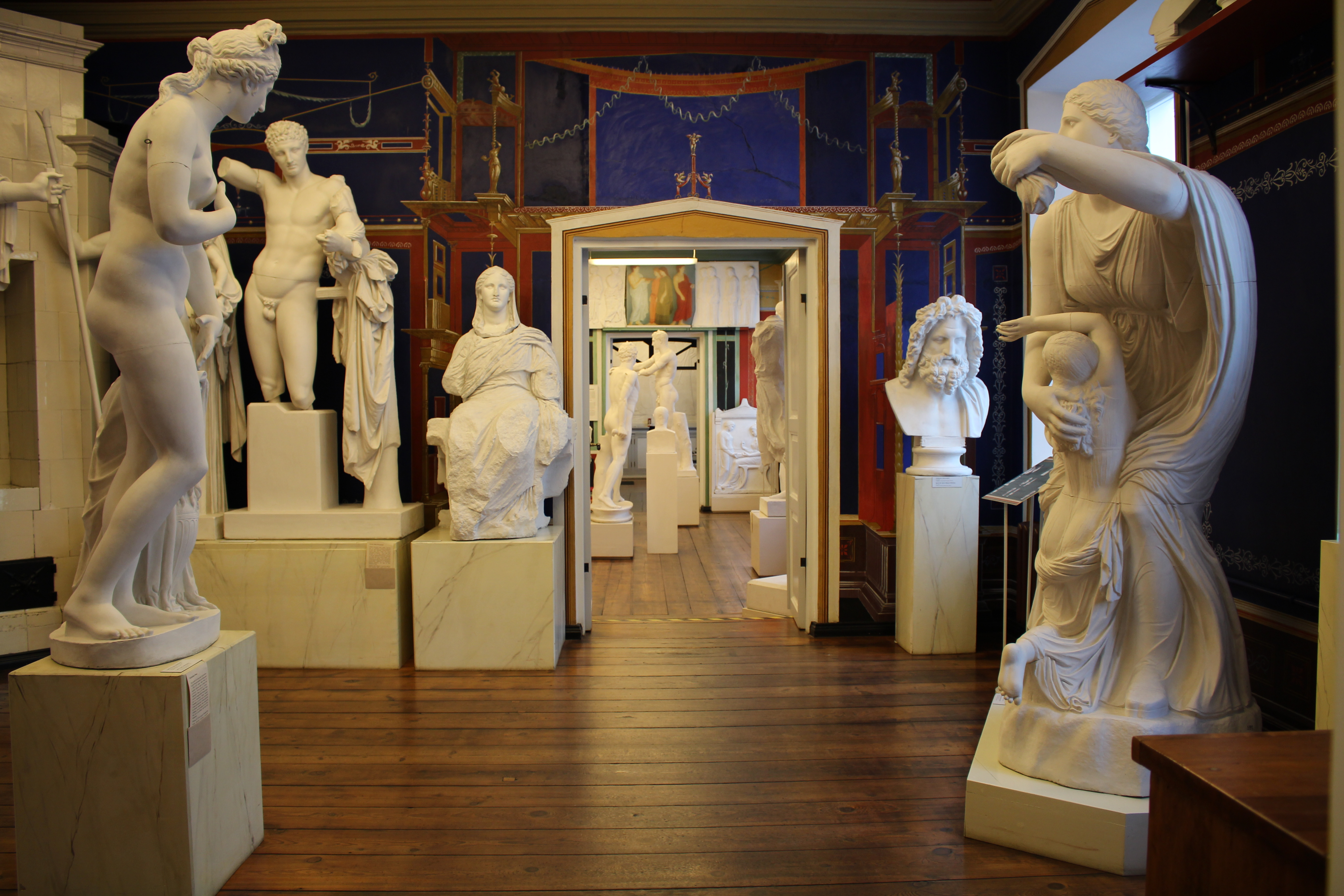
Blå salen i Tartu universitets konstmuseum.
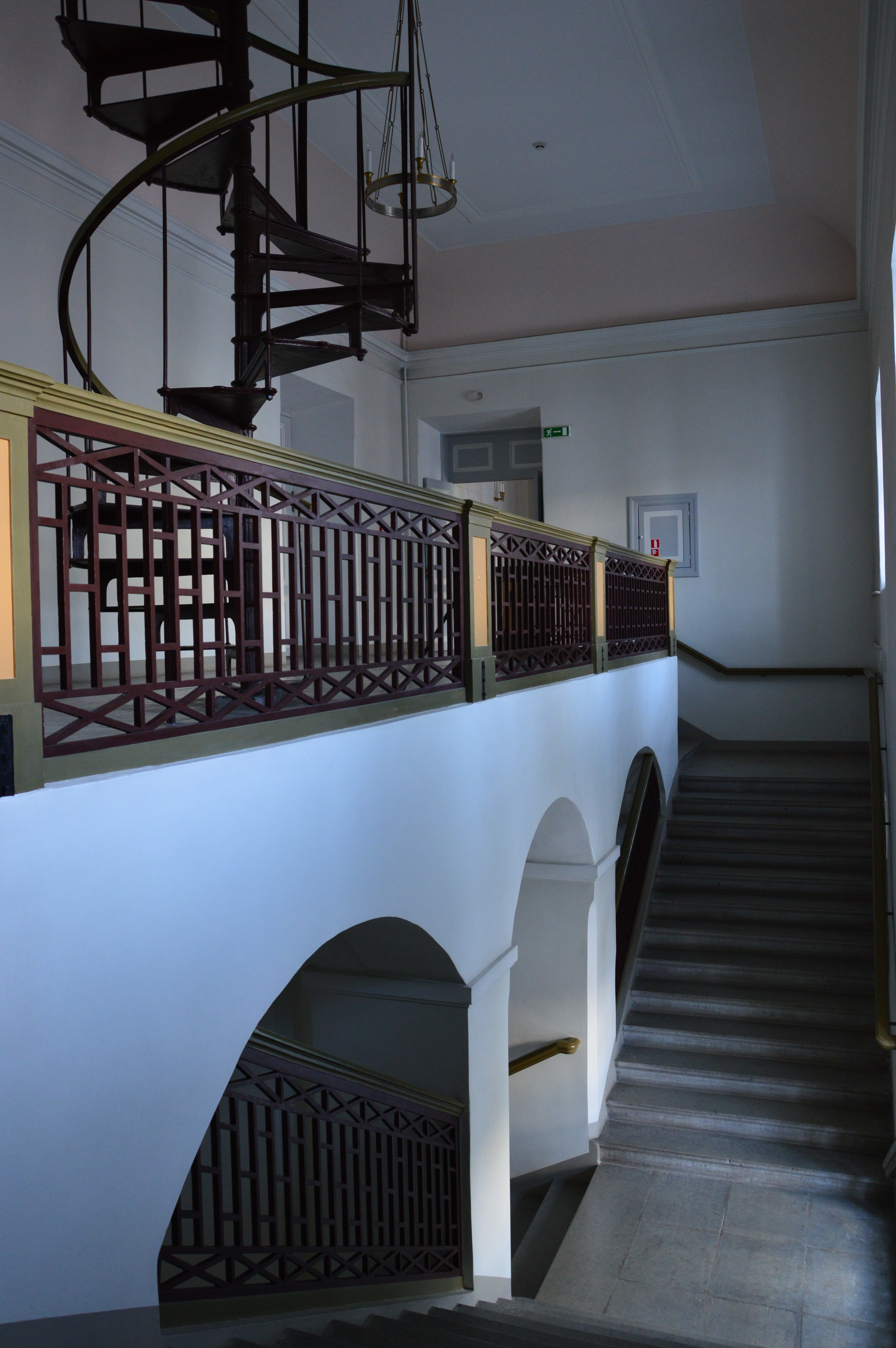
Stora trappan.
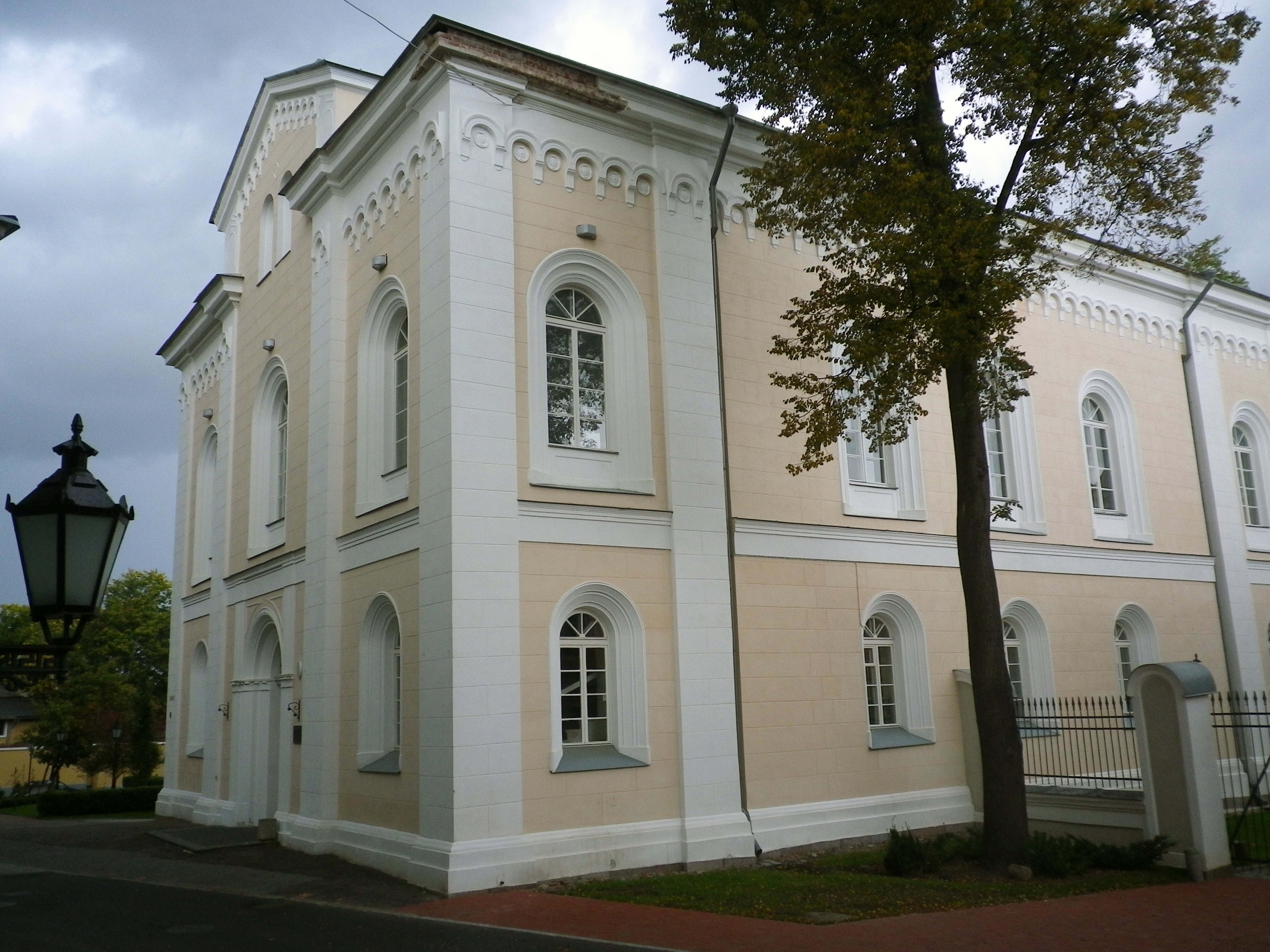
Den tidigare universitetskyrkan.
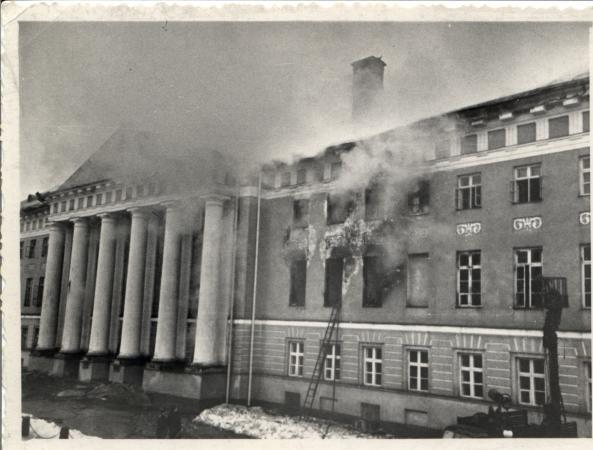
Brand i universitetshuset i december 1965.